# Ola Vinberg
Ola Vinberg, ursprungligen Svensson, född 6 december 1885 i Östra Sönnarslöv, död 22 juni 1952 i Huaröd, var en svensk författare, journalist och politisk aktivist.

## Biografi
Ola Svensson föddes i en statarstuga i Östra Sönnarslöv, där fadern Sven Olsson var dräng. Efter folkskolan arbetade han först som vaktpojke och dräng och tog sedan värvning vid Södra Skånska dragonregementet i Ystad. Han blev korpral och bytte namn till Vinberg (formellt Svensson Vinberg). Hans första roman, Pär Pärsare (1911), bygger på hans erfarenheter från tiden som dragon. Efter tiden vid regementet arbetade han som rallare och som skorstensmurare. Han engagerade sig i den ungsocialistiska rörelsen och var under 1910- och 20-talen aktiv i SAC-Syndikalisterna samt i Anarkistiska propagandaförbundet.
1917 befann Vinberg sig i Ryssland när revolutionen utbröt och detta kastade in honom på den journalistiska banan. 1918 reste han runt i revolutionens Ryssland och rapporterade om vad han såg för anarkisternas tidning Brand. 1919 var han i Finland som korrespondent för tidningen Social-Demokraten. Han kom att eftersökas av finländsk polis för att ha kringgått censuren och en häktningsorder utfärdades, men han lyckades hålla sig undan. 1920 var han i Italien och rapporterade om fabriksockupationerna som pågick där. 
År 1921 gjordes i Sverige en stor insamling av spannmål, kläder, skor och annat till hjälp för invånarna i Gammalsvenskby i Ukraina. Det beslöts att missionären Wilhelm Sarwe och Ola Vinberg skulle medfölja transporten. Det är dock oklart om Vinberg verkligen följde med.
Samtidigt som Vinberg på 1910- och 1920 talen var aktiv i olika socialistiska sammanhang verkar han har bedrivit ett dubbelspel. Enligt den finske kommunistledaren Arvo Tuominen stod Vinberg redan 1920 i intim kontakt med den svenska polisen. Även andra har skildrat Vinberg som djupt otillförlitlig.
1924–1926 skrev Vinberg artiklar för den liberala tidningen Göteborgs Handels- och Sjöfartstidning. Man hittar hans artiklar också i populära tidskrifter som Våra nöjen, Vårt hem, Hela världen och Fäderneslandet. 
Vinberg gifte sig 1932 med Rosi Zell, född i Brașov i nuvarande Rumänien.
Runt 1930 började Vinberg framträda i antisemitiska och nazistiska sammanhang. 1933 bildade han och redaktören för Fäderneslandet, C.S. Dahlin, National-Radikala Samlingspartiet, ”… ett av de mer udda nazistiska partierna med ett hemvävt, tokroligt partiprogram på 86 punkter – bland annat ville partiet förbjuda Gamla Testamentet och sätta p för ’offentliga och privata erotiska dans- och nattklubbar’”. Hans tid i partiet blev dock kort. Hösten 1933 skändades Carin Görings grav vid Lovö kyrka. Det framkom senare att den skyldige troligen var Vinberg som ska ha agerat i avsikt att skandalisera kommunisterna. Han uteslöts då ur partiet.
1933 höll Vinberg föredrag på Auditorium i Stockholm, ett med titeln Judarna inför räfsten i Tyskland och hos oss, ett annat med titeln Epajuden – en merkantil bofink. På trettiotalet bodde han en tid i Berlin, närvarade som journalist vid de nazistiska partidagarna i Nürnberg 1938, men under andra världskriget var han åter bosatt i Sverige. 1941 skrev han i den norska nationalsocialistiska tidskriften Ragnarok. 1941 misstänktes han för att ha försökt värva svenska, finska och estlandssvenska soldater till tyska Waffen SS. Tanken var att dessa soldater sedan skulle återvända till Sverige för att bilda kärnan i en femtekolonn. Själv hävdade han att det enbart rörde sig om civil utbildning. Han och hustrun greps av polisen men släpptes utan åtal.
Ola Vinberg dog 1952. Han var då bosatt i Huaröd, nära statarstugan i Östra Sönnarslöv där han föddes.

## Författarskap
”Litteraturhistorikerna har vårdat sig om sin bild av Ola Vinberg: statarförfattaren och proletärlitteraturteoretikern; historikerna, memoarförfattarna och Säkerhetspolisen sin: nazisten, spionen och krigsivraren Ola Vinberg. Så till den grad att de kan framstå som två personer”.
Ola Vinberg var också författare. Under perioden 1911–1935 gav han ut tretton romaner och fackböcker. Han skrev en lång uppsats om den svenska arbetarlitteraturen i den litteraturvetenskapliga tidskriften Edda och skrev lokalhistoriska skildringar för Kristianstadsbladet och olika hembygdsböcker, bland annat Fyra fruntimmer om fyra kvinnor han minns från sin barndom.

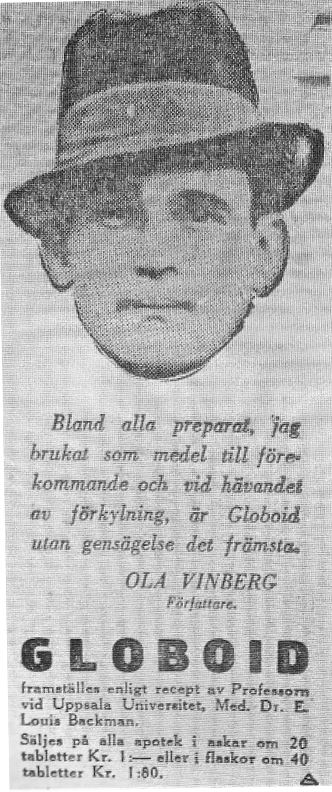
Reklam för förkylningsmedicinen Globoid, införd i Dagens Nyheter 1929-03-07. Även införd i Aftonbladet 1929-03-14.

I olika litteraturhistoriska verk framställs han som en habil författare men man skriver litet eller inget om hans politiska aktivism. Romanerna är ofta självbiografiska. De bygger på händelser och miljöer han själv upplevt, men meningsmotståndare uppfattade dem ofta som lögnaktiga. Det går att känna igen verkliga personer bland romangestalterna. ”Hjalmar Branting”, ”Bengt Lidforss”, ”Ivan Oljelund” och andra åsiktsfiender utpekades som alkoholister eller moraliskt förfallna. Henning von Melsted poängterar dock i förordet till De unga barbarerna att det inte är ”historieskrivarens penna en romanförfattare arbetar med utan [- - -] med poetens och att den bild han försöker ge av sin samtid blir högst subjektiv och fantasibetonad”.

### Böcker
- Pär Pärsare (1911, ny uppl. 1914). Romanen skildrar livet bland de skånska dragonerna i Ystad. Huvudpersonen lämnar regementet och hamnar i proletariatets klasskampsvärld.[17]
- Samhällets obehöriga (1916). Berättelsen kretsar kring Amaltheadådet i Malmö 1908. Berättaren är tegelbärare och fängslas tre månader, liksom Vinberg blivit. ”[Ett] strövtåg bland de sämst lottade samhällsskikten”[4]. ”… en visserligen oskolad, men otvetydig författarbegåvning framträder … ”[18]. [Varken Pär Pärsare eller Samhällets obehöriga] kunde uppfattas som bevis för sin upphovsmans litterära förtjänster”[3].
- Ödessynder (1920).
- Fabriksockupationen i Italien 1920 (1921).
- J.L. Saxon (1924). ”… en pekoralistisk panegyrik över Saxon … ”[12].
- Guds bästa barn : skildringar från ungsocialismens och proletärbohêmens värld (1924). Boken ansågs som en skandalbok, rå och okultiverad. Den skildrar kampen mellan gammalsocialism och ungsocialism.[4]
- En bolsjevikkurirs dagbok : Lenins öga (1925). Roman om den ryska revolutionen.
- De unga barbarerna : roman i klasskampens tecken (1926, ny upplaga av Guds bästa barn).
- Statsrådet Mörke : sagan om en riksdagsman (1926). Samhällssatir.[6]
- Ägde han rätt att döda? : en mans bikt (1927, under pseudonymen Derwin D. Morée).
- Statarkvinnans son : en skånsk vaktpojkes liv och leverne (1928).  Den starkt självbiografiska romanen följer huvudpersonens utveckling fram sextonårsåldern där boken slutar tvärt, som om en fortsättning var tänkt att följa. Rättframt naturalistisk och med starkt socialt engagemang. ”Vinbergs främsta roman” enligt Anders Palm.[17]
- August Strindberg och hans kvinnohat (1929).
- Kring en skånsk trollkvinna : en kulturhistorisk skiss (1935).

Ola Vinberg skrev ibland under pseudonym. Per Anderssons Pseudonymregister nämner ”Sonne Boj”, ”Derwin D. Morée”, ”Villa Onberg” och ”Gunnar Falk”. Ingrid Dahlins Litteratur om Gärds härad nämner ”Pitter Knagg”.